# Náměstí Minina a Požarského
Náměstí Minina a Požarského (rusky Площадь Минина и Пожарского, Ploščaď Minina i Požarskogo, hovorově taky jen Náměstí Minina) je hlavní náměstí v Nižním Novgorodě. Je to společenské a kulturní centrum města, místo nejdůležitějších oslav. Nachází se v Nižněnovgorodském rajónu u jihovýchodní strany Kremlu.
Náměstí spojuje centrální ulice města: Zelenskij sjezd, Požarského, Bolšaja Pokrovskaja, Alexejevskaja, Varvarskaja, Uljanova, Minina, Věrchněvolžskaja naberežnaja a Georgijevskij sjezd. Je zde hodně architektonických památek, řada vzdělávacích institucí (Gymnasium č. 1, Nižněnovgorodský kněžský seminář, Mininova pedagogická univerzita, jedna z fakult Univerzity Lobačevského a jedna z budov Nižněnovgorodské lékařské univerzity), sochy Minina a Čkalova, výstavní sál, stejně jako první městská fontána.
Náměstí je průjezdné, křižuje se zde několik desítek autobusových a trolejbusových linek. Provoz na něm se zastavuje pouze ve dnech oslav celoměstského a národního významu.

## Historie

### Vznik

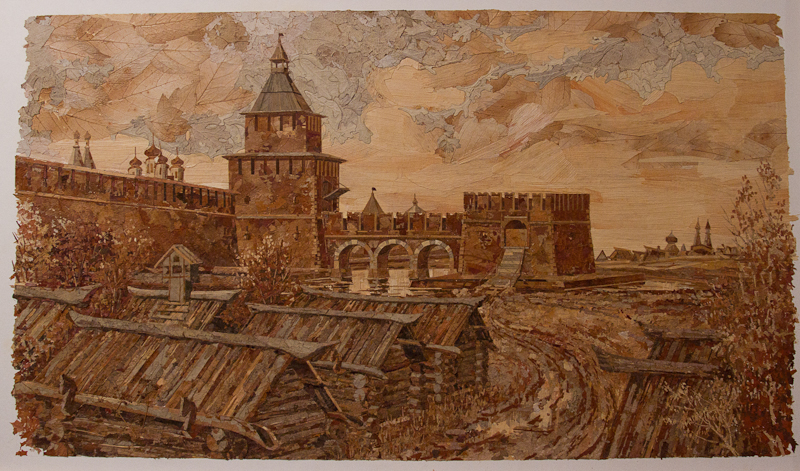
Nižněnovgorodský kreml. Dmitrijevská věž s předmostí. XVII století. Alexandr Nikolajevič Jurkov

Už od vzniku Nižněnovgorodského kremlu Dmitrovská věž sloužila jako hlavní brána na jeho horní jižní straně. Zde se začínaly cesty na Murom a Kazaň. Obrana jižní kremelské stěny byla zajištěna suchým příkopem, 2,5 až 4 m hlubokým a 25 až 30 m širokým, jenž přecházel vedle Skladové věži do rokli, která se později postupně přeměnila na současný Zelenský sjezd. Dodatečnou obranu Dmitrovské věži poskytoval barbakán za příkopem (tzv. Otvodnaja věž). Půlkruhový prostor kolem věže, stejně jako pruh území za příkopem, byl očištěn od porostu, aby byl kontrolovatelný a prostřelovatelný.
Město postupně rostlo a došlo k vzniku za tímto prostorem tzv. Horního předměstí (rusky Верхний посад, Věrchnij posad). K 17. století se hranice Ruského státu odsunuly dost daleko, a význam kremlu jako obranného bodu proti Tatarům poklesl. Místo za příkopem bylo čím dál tím víc používáno jako tržiště, a dostalo název Věrchněposadského náměstí (rusky Верхнепосадская площадь, Věrchněposadskaja ploščaď) anebo Věrchněbazarného náměstí (rusky Верхнебазарная площадь, Věrchněbazarnaja ploščaď). Ke konci 17. století se už Horní předměstí rozrostlo do takové míry, že bylo ohrazeno vlastním zemním valem (zhruba podél současné Piskunovové ulice). Věrchněposadské náměstí tvořilo jeho centrum, do něhož se sbíhaly ulice této části města.
Roku 1641 byl v jižní části náměstí postaven chrám Alexije Metropolity, kvůli němuž dostala své jméno vedle vycházející Alexejevskaja ulice. Roku 1697 byla na místě dosavadního dřevěného chrámu Dmitrije Soluňského postavena katedrála Zvěstování (rusky Благовещенский собор, Blagoveščenskij sobor), takže se název náměstí přeměnil na Blagoveščenské.

### Pravidelný plán roku 1770
Roku 1763 imperátorka Kateřina Veliká vynesla nařízení „O zhotovení všem městům, jejich stavbám a ulicím zvláštních plánů, pro každou gubernii zvlášť“, zaměřené na náhradu dosavadní chaotické, požárně nebezpečné zástavby „racionálním“ systémem plánování podle moderních zásad, s přímými širokými ulicemi a náměstími.
V květnu roku 1767, během své volžské cesty, carevna navštívila Nižnij Novgorod. V listu svému důvěrníkovi hraběti Nikitě Paninovi shrnula svůj dojem z města takto: „Toto město je svou situací úchvatné, ale složením hnusné, jenže se brzy vylepší… všechno buď leží na boku, nebo blízko tomu“. Nadto roku 1768 zasáhl město požár. A tak na žádost vládních úřadů v roce 1770 byl pro něj v Petrohradské stavební komisi vypracován pravidelný urbanistický plán. Podle plánu mělo Blagoveščenské náměstí mít lichoběžníkový půdorys. Plán stanovil narovnané čáry ulic, vedoucích od náměstí. Výstavba náměstí a přilehlých ulic se předpokládala pouze kamennými domy. Nedostatek místních zkušených městských projektantů ale bránil jeho realizaci.
Přeměna náměstí začala v roce 1779, kdy byl jmenován architektem Jakub Anaňjin. V roce 1782 byla stará předmostní opevnění odstraněna, příkop byl zasypán, a na jeho místě byly postaveny řady dřevěných krámků. Během obecného vymezení pozemků ve městě v letech 1784-1787 byly položeny nové ulice. Dřevěné budovy v centru náměstí byly strhnuty. Roku 1787 v prostoru mezi ulicemi Alexejevskou a Varvarskou byl postaven komplex budov gubernské pošty. Mezi ulicemi Varvarskou a Tichonovskou (nyní Uljanovovou) se umístil statek viceguvernéra Pjotra Jelagina; ten však byl záhy nahrazen městským gymnáziem. Soukromé domky na stranách náměstí se zachovaly až do počátku 19. století, i když neodpovídaly plánu; jejich oprava byla však zatím zakázána, aby se později mohly zbourat.
Parcelu mezi Bolšou Pokrovskou ulicí a Zelenským sjezdem v roce 1851 odkoupil zbohatlý rolník-starověrec Pjotr Jegorovic Bugrov, zakladatel kupecké dynastie Bugrových, a postavil na ní třípatrový kamenný dům, v jehož přízemí byly umístěny obchody a prostory v prvním poschodí si pronajalo první městské divadlo. Později dům několikrát měnil ruce, až roku 1897 jej odkoupil za 50 tisíc rublů vnuk prvního majitele Nikolaj Aleksandrovič Bugrov, zámožný kupec, městský radní a mecenáš, a hned na to daroval městu za podmínkou, že by se příjmy z jeho provozu šly do zvláštního nadačního fondu za účelem rozdávání nejchudším obyvatelům města; další podmínkou byl zákaz zřízení v něm divadla (a jakéhokoliv zábavního podniku vůbec) a prodeje alkoholu. Městská vláda po dlouhých diskuzích nechala zchátralý dům zbourat a postavit zde novou budovu pro Městskou dumu a městské úřady. Dům Městské dumy byl postaven podle návrhu petrohradského architekta Cejdlera, a spojily se v něm prvky secese a pseudoruského slohu. V přízemí byly obnoveny obchody, zatímco ve vyšších patrech byly zřízeny místnosti pro městské úřady a velká jednací síň Městské dumy. Dům byl kolaudován roku 1904 a od té doby dominuje západnímu konci náměstí. Roku 1908 jednací síň byla ozdobena imperátorovým darem, a sice plátnem Konstantina Makovského „Mininovo provolání“.
Roku 1847, když byl ve městě postaven vodovod, byla na náměstí umístěna fontána, která se používala za účelem zásobování obyvatelstva horní části města vodou.
Roku 1896 se ve městě konala XVI. Všeruská umělecko-průmyslová výstava, největší v předrevolučním Rusku. V rámci přípravy k této prestižní události byla opravena Dmitrovskaja věž Kremlu, stojící uprostřed náměstí. Věž dostala svůj příznačný vzhled, a její silueta se od té doby často používá jako symbol Nižního Novgorodu. Ve věži bylo zřízeno první městské muzeum.
Taky v rámci přípravy ke Všeruské výstavě byl ve městě zahájen provoz tramvají. Jedna z prvních linek byla provedena z ulice Bolšaja Pokrovskaja do Kremlu přes západní konec náměstí. Roku 1908 byla na náměstí ukončena nová trať koňky.
Roku 1906 byl postaven na Blagoveščenském náměstí pomník cara Alexandra II. Stavba byla částečně financována z lidové sbírky.

#### Seminářské náměstí
Obdélníková severovýchodní část náměstí podél kremelských zdí dostala název Seminářského náměstí (rusky Семинарская площадь, Seminarskaja ploščaď) kvůli Nižnenovgorodskému duchovnímu semináři. Po požáru roku 1823 dostal seminář novou klasicistní budovu, která byla dokončena v roce 1829 a dosud dominuje této části náměstí. Další významnou stavbou na Seminářském náměstí se stala budova ředitelství paroplavební společnosti „Volha“ (1916), v níž dnes sídlí jedna z fakult lékařské univerzity.

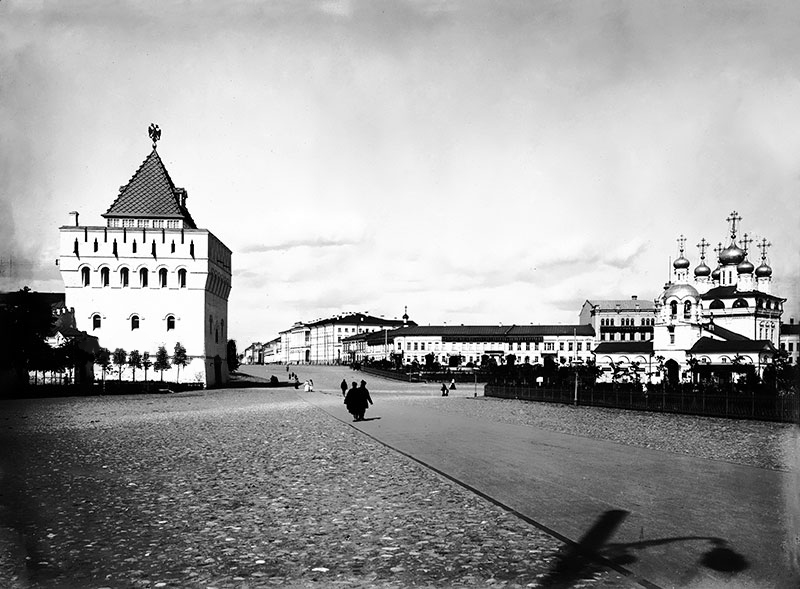
Blagoveščenské náměstí a katedrála Zvěstování od ulice Bolšaja Pokrovskaja. Dmitrijevská věž Kremlu je vidět vlevo. V dálce je vidět Nižnenovgorodský duchovní seminář
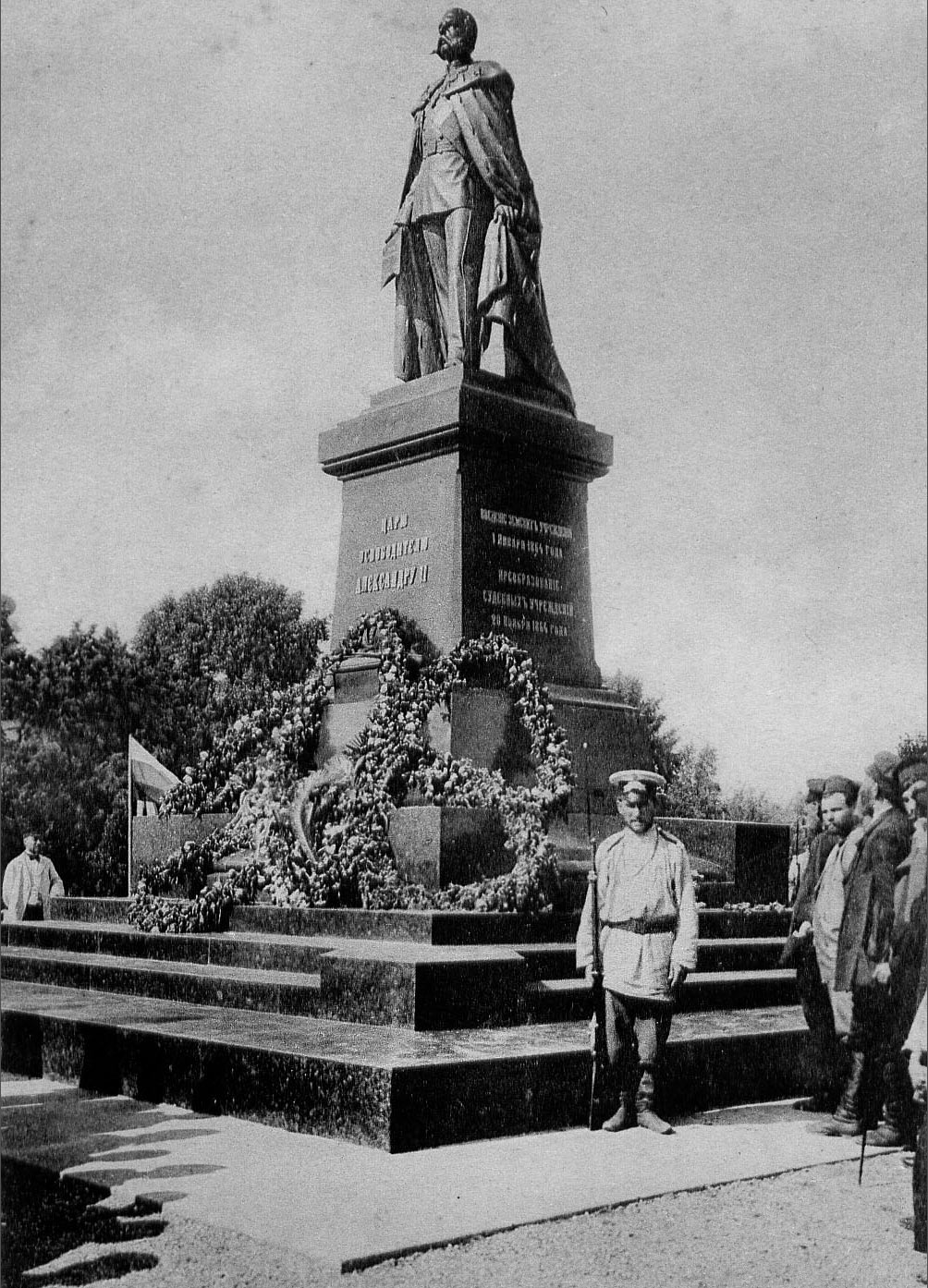
Pomník Alexandra II.
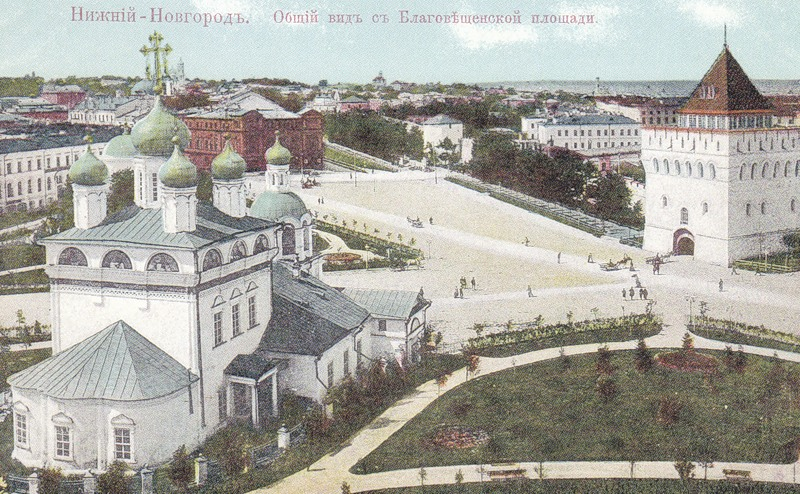
Blagoveščenské náměstí a katedrála Zvěstování
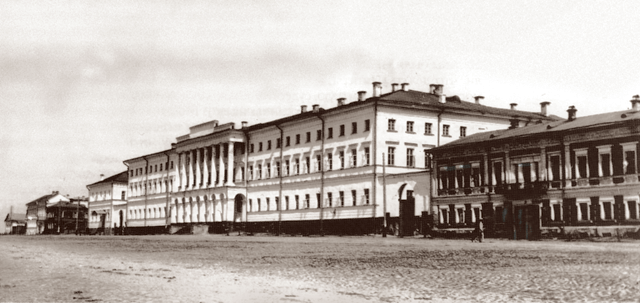
Seminářské náměstí a Nižnenovgorodský duchovní seminář
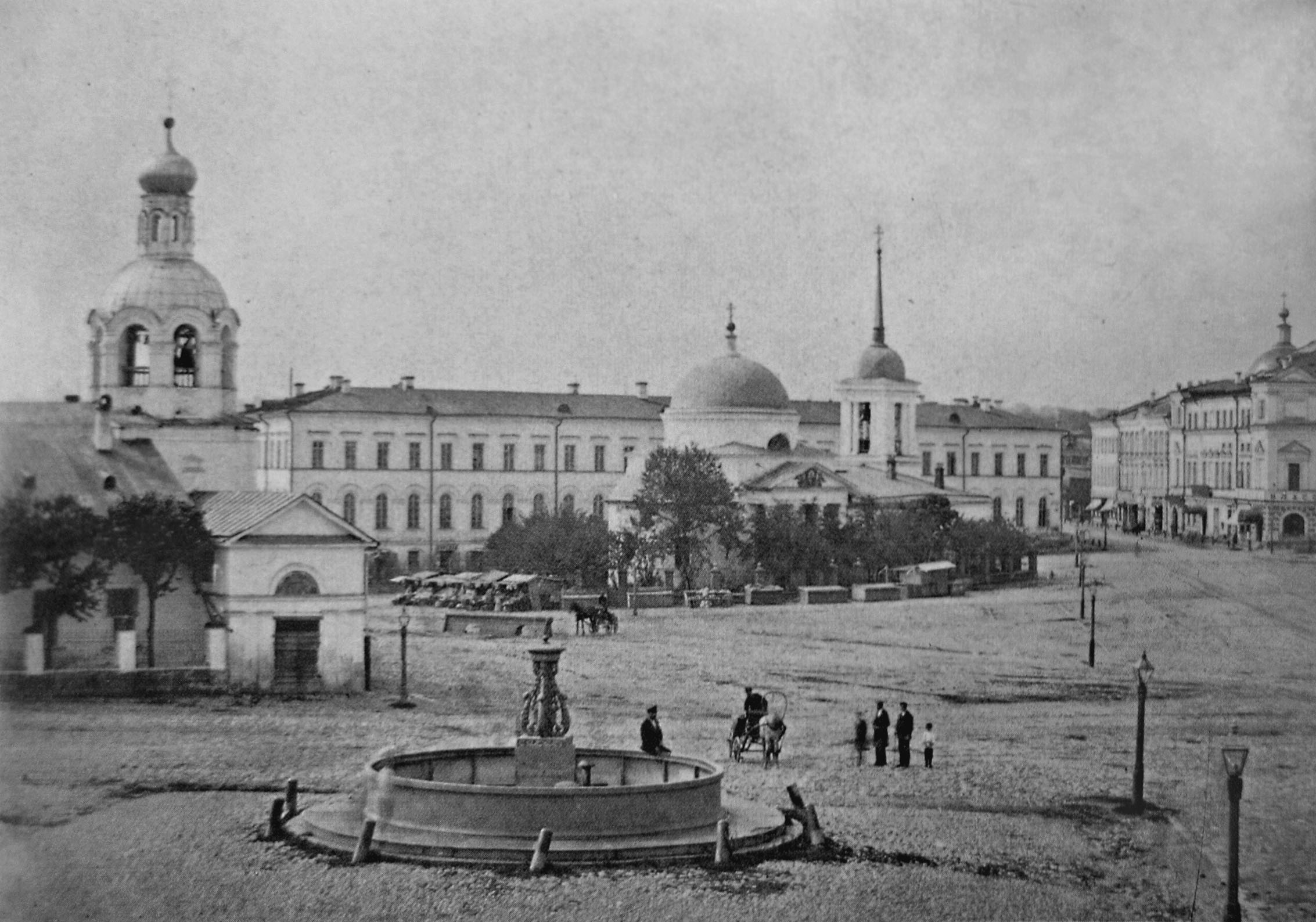
Blagoveščenské náměstí. Uprostřed je vidět fontána a v pozadí chrám Alexije Metropolity.

### Sovětské období
| Původní název                                                                   | Na počest koho/čeho?                                     | Nový název                                                                        | Nový název                                                                        | Na počest koho/čeho?                                                  | Rok přejmenování | Rok návratu původního názvu |
| ------------------------------------------------------------------------------- | -------------------------------------------------------- | --------------------------------------------------------------------------------- | --------------------------------------------------------------------------------- | --------------------------------------------------------------------- | ---------------- | --------------------------- |
| Blagoveščenské náměstí                                                          | Katedrála Zvěstování                                     | spojená do jedné toponymické jednotky                                             | Sovětské (Советская площадь)                                                      | Sověty                                                                | 1918             | nevráceny                   |
| Seminářské náměstí                                                              | Kněžský seminář                                          | spojená do jedné toponymické jednotky                                             | Minina a Požarského                                                               | Velitele vlasteneckého tažení r. 1612 Kuzma Minin a Dmitrij Požarskij | 1943             | nevráceny                   |
| ulice Zelenskij sjezd (Зеленский съезд)                                         | Tzv. „Zelejnyj dvor“, neboli továrna na střelný prach    | nepřejmenována                                                                    | nepřejmenována                                                                    | nepřejmenována                                                        | nepřejmenována   | nepřejmenována              |
| ulice Zelenskij sjezd (Зеленский съезд)                                         | Tzv. „Zelejnyj dvor“, neboli továrna na střelný prach    | nově vyčleněná toponymická jednotka                                               | Požarského ulice (улица Пожарского)                                               | Dmitrij Požarskij                                                     | 1943?            | nevrácen                    |
| Bolšaja Pokrovskaja ulice (Большая Покровская улица, doslova „Velká Pokrovská“) | Pokrovský chrám                                          | Sverdlovova (улица Свердлова)                                                     | Sverdlovova (улица Свердлова)                                                     | Jakov Sverdlov                                                        | 1918             | 1992                        |
| Alexejevskaja ulice (Алексеевская улица)                                        | Chrám Alexje Metropolity                                 | Dzeržinského (улица Дзержинского)                                                 | Dzeržinského (улица Дзержинского)                                                 | Felix Dzeržinskij                                                     | 1931             | 1991                        |
| Varvarskaja ulice (Варварская улица)                                            | Chrám Varvary velkomučednice                             | Fignerové (улица Фигнер)                                                          | Fignerové (улица Фигнер)                                                          | Věra Fignerová                                                        | 1942?            | 1992                        |
| Tichonovskaja ulice (Тихоновская улица)                                         | Chrám Tichona Amafuntského                               | Uljanovova (улица Ульянова)                                                       | Uljanovova (улица Ульянова)                                                       | Ilja Uljanov, otec Vladimira Lenina                                   | 1923             | nevrácen                    |
| Žukovskaja ulice (Жуковская улица)                                              | Bratři Žukovi, majitele pozemků                          | Universitětskaja (Университетская улица)                                          | Universitětskaja (Университетская улица)                                          | Sídlo Nizněnovgorodské státní univerzity                              | 1930?            | nevrácen                    |
| Žukovskaja ulice (Жуковская улица)                                              | Bratři Žukovi, majitele pozemků                          | Mininova (улица Минина)                                                           | Mininova (улица Минина)                                                           | Kuzma Minin                                                           | 1943?            | nevrácen                    |
| Věrchňaja naberežnaja (Верхняя набережная)                                      | Doslova „Horní nábřeží“                                  | Radio-naberežnaja (Радио-набережная)                                              | Radio-naberežnaja (Радио-набережная)                                              | Nižněnovgorodská radio-laboratoř                                      | 1919             | nevrácen                    |
| Věrchňaja naberežnaja (Верхняя набережная)                                      | Doslova „Horní nábřeží“                                  | Verchě-Volžskaja naberežnaja (Верхне-волжская набережная)                         | Verchě-Volžskaja naberežnaja (Верхне-волжская набережная)                         | Doslova „Horní volžské nábřeží“                                       | 1927?            | nevrácen                    |
| Věrchňaja naberežnaja (Верхняя набережная)                                      | Doslova „Horní nábřeží“                                  | Ždanovova Verchě-Volžskaja naberežnaja (Верхне-волжская набережная имени Жданова) | Ždanovova Verchě-Volžskaja naberežnaja (Верхне-волжская набережная имени Жданова) | Andrej Ždanov                                                         | 1948?            | nevrácen                    |
| Věrchňaja naberežnaja (Верхняя набережная)                                      | Doslova „Horní nábřeží“                                  | Verchě-Volžskaja naberežnaja                                                      | Verchě-Volžskaja naberežnaja                                                      | Doslova „Horní volžské nábřeží“                                       | 1989             | nevrácen                    |
| ulice Georgijevskij sjezd (Георгиевский съезд)                                  | Chrám Georgije vítěze a Jirská (Georgijevská) věž kremlu | nepřejmenována                                                                    | nepřejmenována                                                                    | nepřejmenována                                                        | nepřejmenována   | nepřejmenována              |

Po ruské Revoluci byla Blagoveščenské a Seminářské náměstí sjednocena do jednoho náměstí, které dostalo název Sovětské.
Chrámy Zvěstování a Alexije Metropolity byly zrušeny, v jejich budovách byly zřízeny obchody; později, v 30. letech oba chrámy byly zbořeny. Byl zničen i památník Alexandra II. Od roku 1919 na jeho podstavci byl umístěn sloup s lucernami, občasně nazývaný „lucerna svobody“ nebo „lucerna revoluce“. Dokonce na konci 30. let byl odstraněn i podstavec.
V letech 1935-1937 byl vypracován generální plán pro „socialistické město Gorkij“ (název Nižního Novgorodu v sovětském období), navrhující radikální změnu stávající struktury zástavby. Pro Sovětské náměstí byla předložena kulatá forma. Jeho rozloha by se výrazně zvětšila kvůli demolici některých ze stěn a věží Kremlu, které byly v těch letech vnímány jako „památník lačného feudalismu a carské autokracie, svědek strašlivých stránek krvavé minulosti“. K realizaci těchto projektů nedošlo kvůli zapojení Sovětského svazu do Druhé světové války.
V roce 1943 na náměstí byl za účelem zvýšení morálky občanů v boji proti nacismu postaven památník Kuzmy Minina. Náměstí dostalo jméno Minina a Požarského, přičemž se v použití jména knížete projevila významná změna v ideologii sovětského státu.
V roce 1985 byl starý památník Minina demontován a roku 1989 nahrazen novou sochou sovětského sochaře Olega Komova. Stará socha byla poslána do Balachny, rodného města národního hrdiny, na restaurováni; po jeho ukončení roku 1990 byla umístěna na náměstí Kuzmy Minina v centru tohoto města.

#### Doprava
Kvůli občanské válce a desorganizaci hospodářství v roce 1919 byl zastaven provoz tramvají a koněk. V roce 1923 provoz tramvají byl obnoven; tentokrát však vozy projížděly náměstím pouze cestou z nebo do vozovny (která byla umístěna v Kremlu). Bývalá koňka byla nahrazena novou tramvajovou linkou, která vyhnula náměstí. Roku 1938 došlo k reorganizaci sítě tramvajových linek v centru města: trať vedoucí z Kremlu nově vedla do ulice Dzeržinského místo Sverdlovovy ulice. Roku 1968 vozovna v Kremlu byla zrušena, a tramvajová trať na náměstí byla odstraněna definitivně.
Roku 1927 byly zřízeny první autobusové linky, které spojily náměstí s odlehlými městskými čtvrtěmi a továrnami; autobusy však vydržely pouze až do roku 1931. Provoz autobusů byl obnoven v roce 1936, a ještě jednou zastaven v době 2. světové války (1941–1945).
Od roku 1947 náměstím jezdí trolejbusy. Trolejbusová linka vedoucí z náměstí Minina a Požarského Sverdlovovou ulicí k náměstí 1. Maje (dnes náměstí Gorkého) se stala první linkou v celém mestě. O rok později se k ní přidala trať vedoucí ulicí Věry Fignerové k náměstí Svobody. Od roku 1982 byl v Sverdlovově ulici zakázán veškerý provoz, včetně trolejbusového, takže zůstala jenom trať v ulici Fignerové.

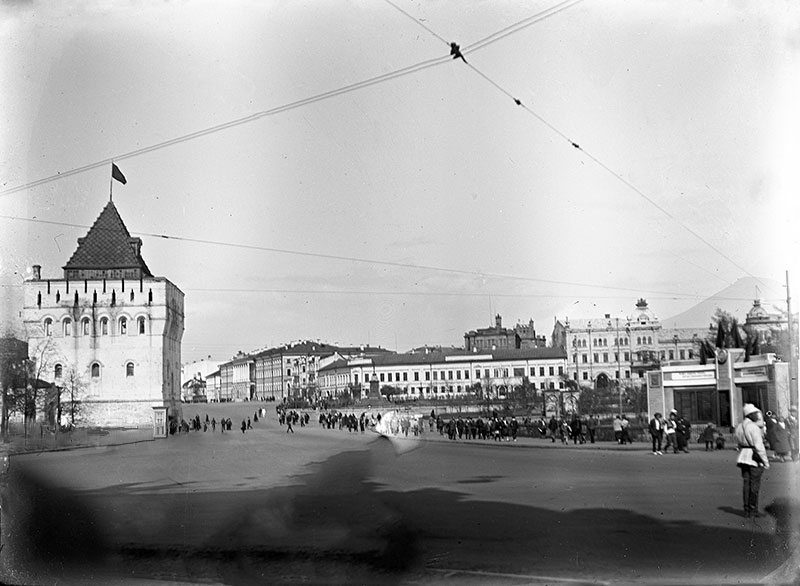
Sovětské Náměstí kolem r. 1935
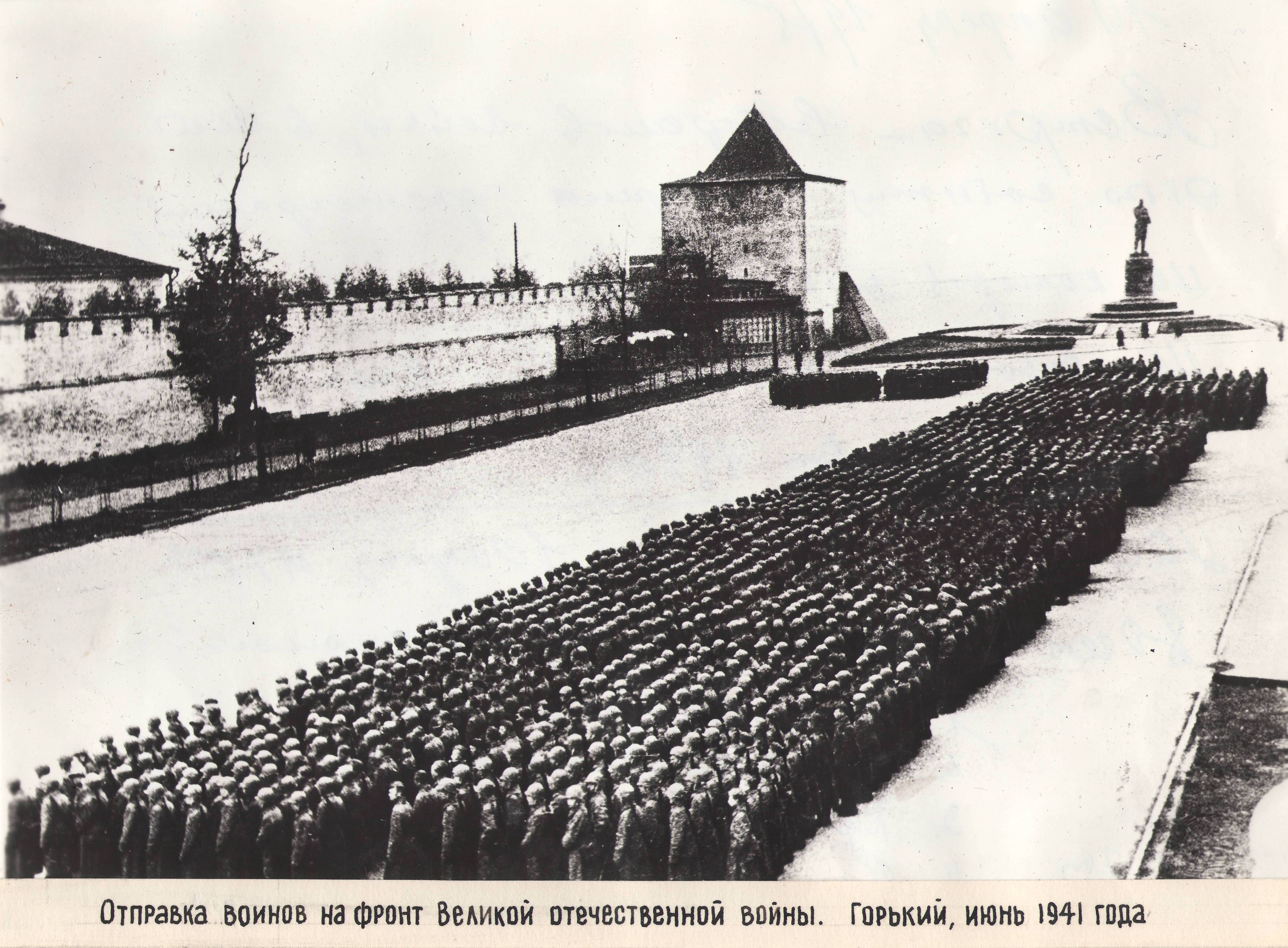
Vyslání vojáků na frontu, června 1941.
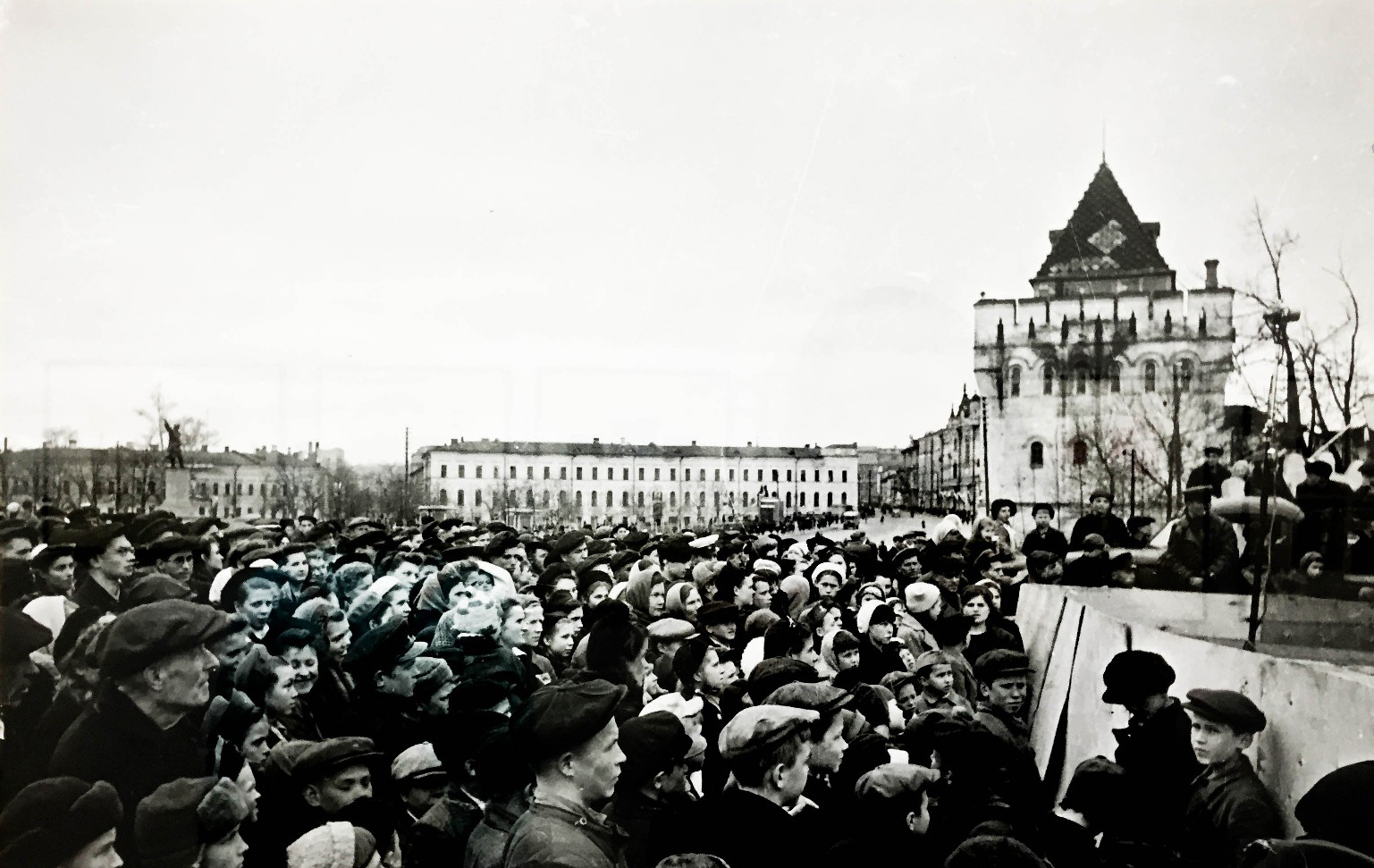
Občané poslouchají oznámení kapitulace Německa ve II. Světové válce, 9. 5. 1945. V pozadí je vidět starou sochu Minina
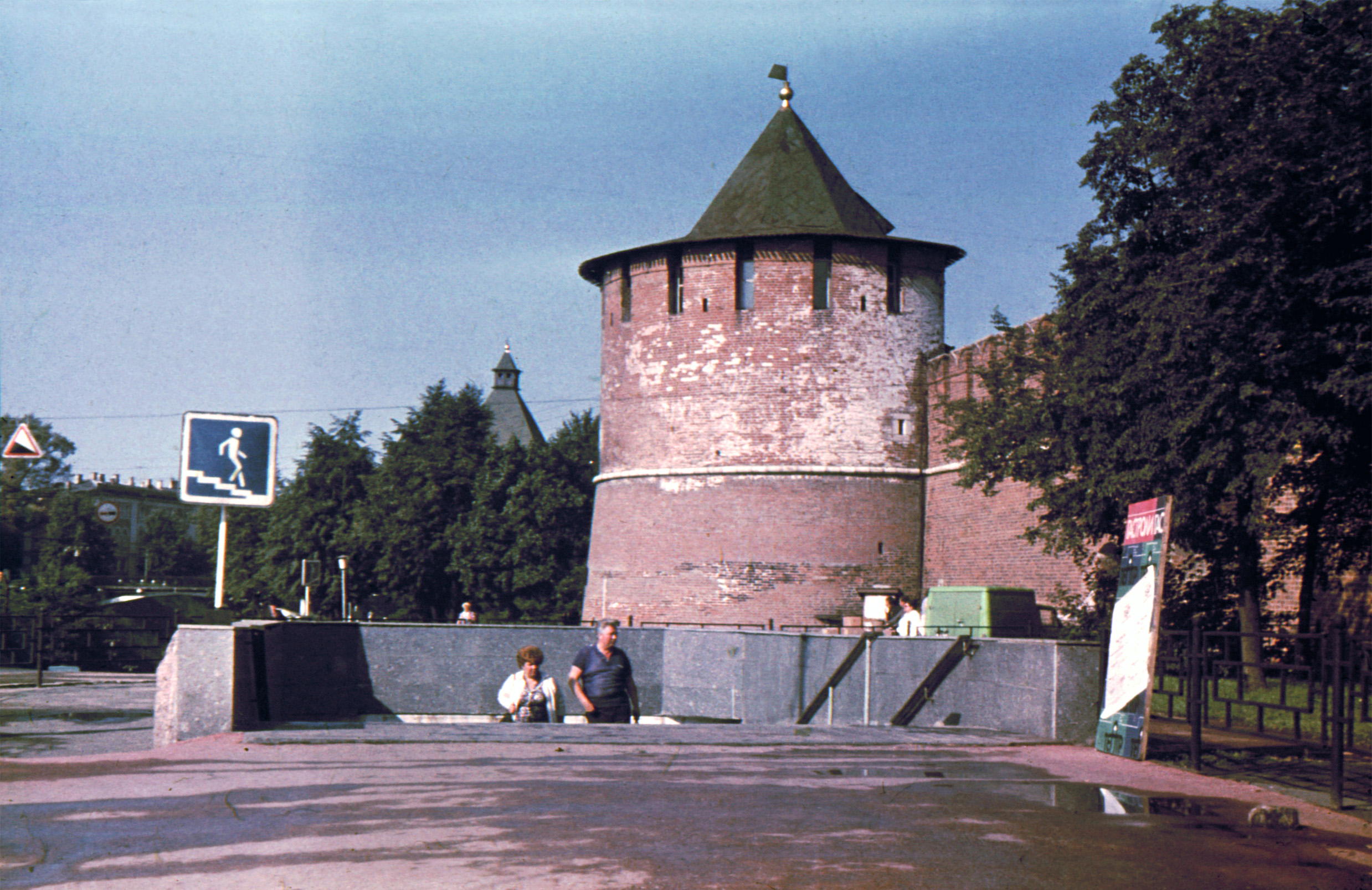
Skladová věž Kremlu
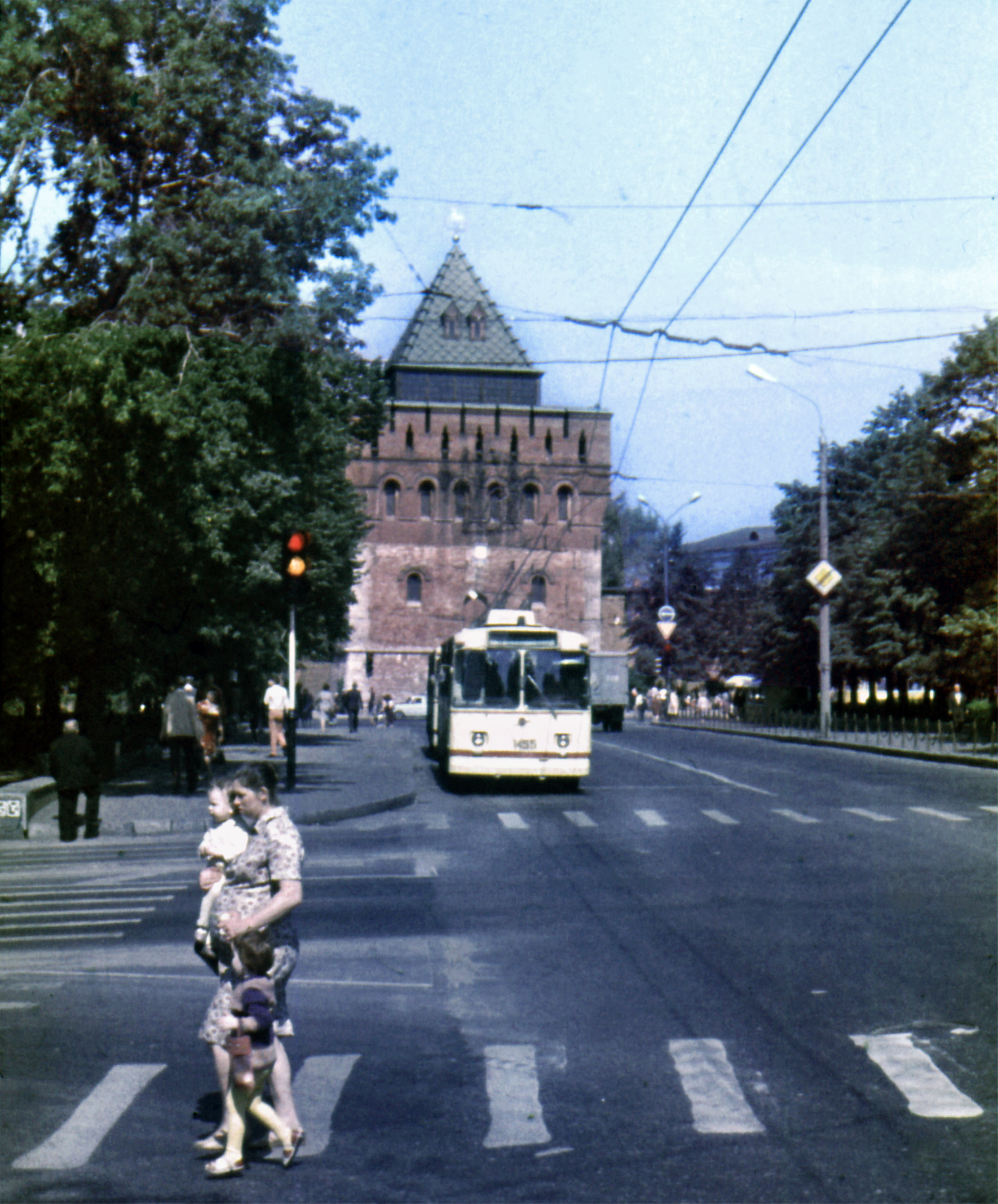
Dmitrijevská věž Kremlu

### Současnost
Po rozpadu Sovětského svazu začaly na počátku devadesátých let na náměstí instalovat samostatné stánky a obchodní stany. Ale netrvali dlouho. Na začátku roku 2000 byla ve městě zahájena iniciativa na odstranění malých maloobchodních prodejen na centrálních náměstích a ulicích.

Začátkem roku 2009 administrace města a regionu zvažovala projekty na rekonstrukci náměstí Minina a Požarského, které navrhli investoři. Na projekty jsou poskytovány na výstavbu podzemní nákupní a zábavní centrum. Projekty zajišťovaly výstavbu podzemního nákupního a zábavního centra. Bylo také navrženo obnovit katedrálu Zvěstování a kostel sv. Alexia Metropolitní. Městská rada guvernéra schválila jeden z projektů, a to navzdory potřebě mnoha let předběžné práce archeologů a nebezpečí zhoršení dopravní situace v důsledku vzniku dalšího centra přitažlivosti.

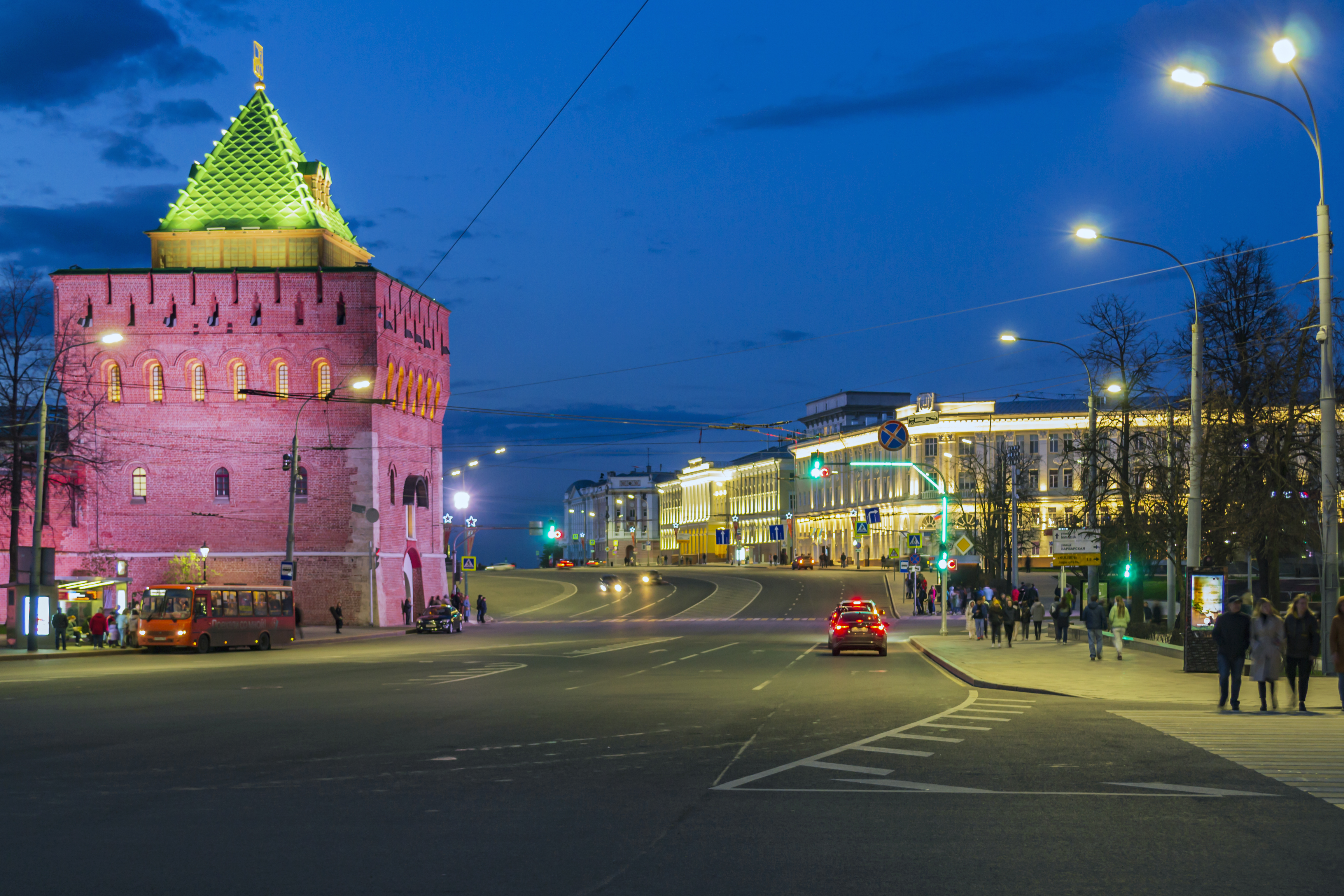
Náměstí Minina a Požarského. 1. května 2022
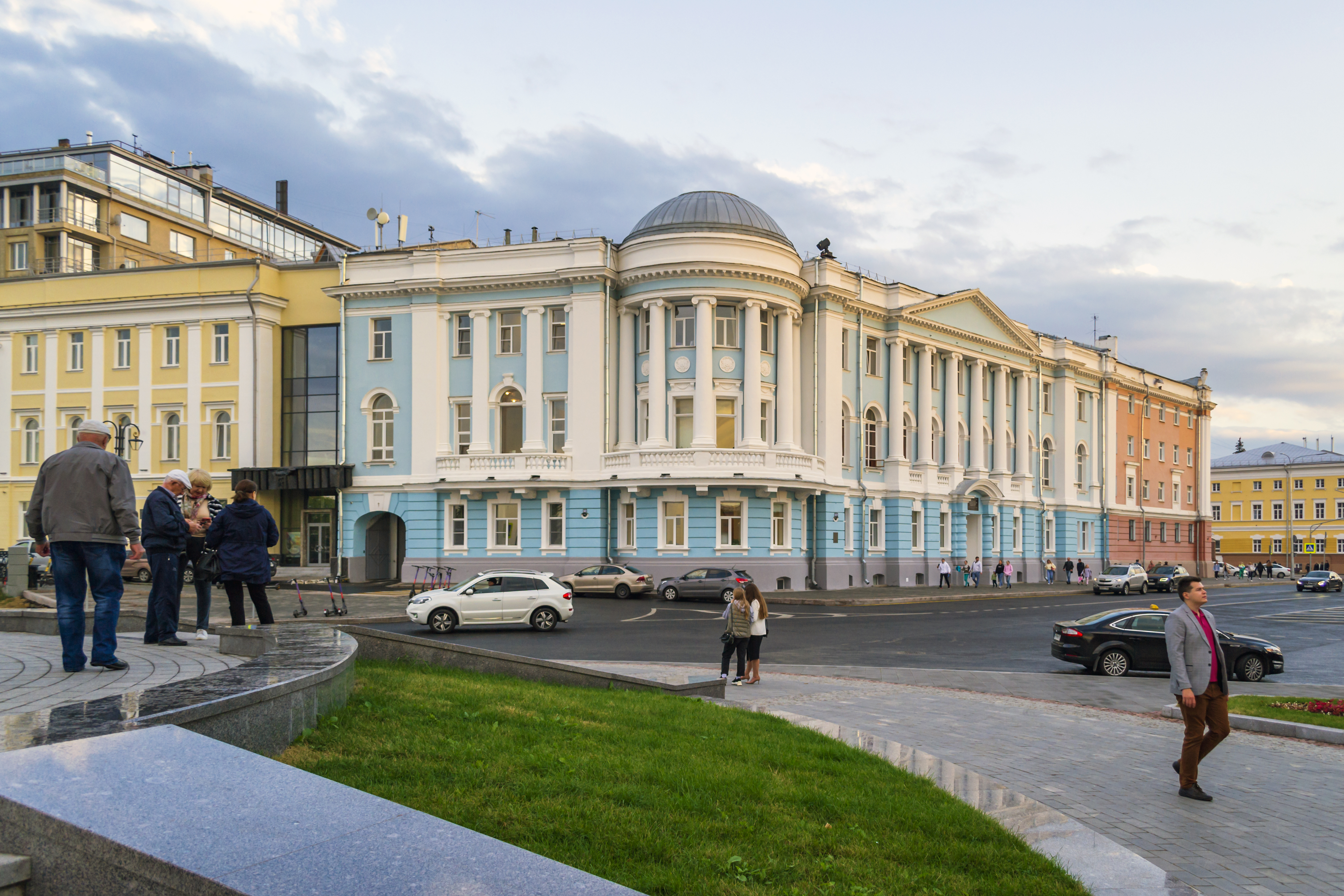
Lékařská univerzita
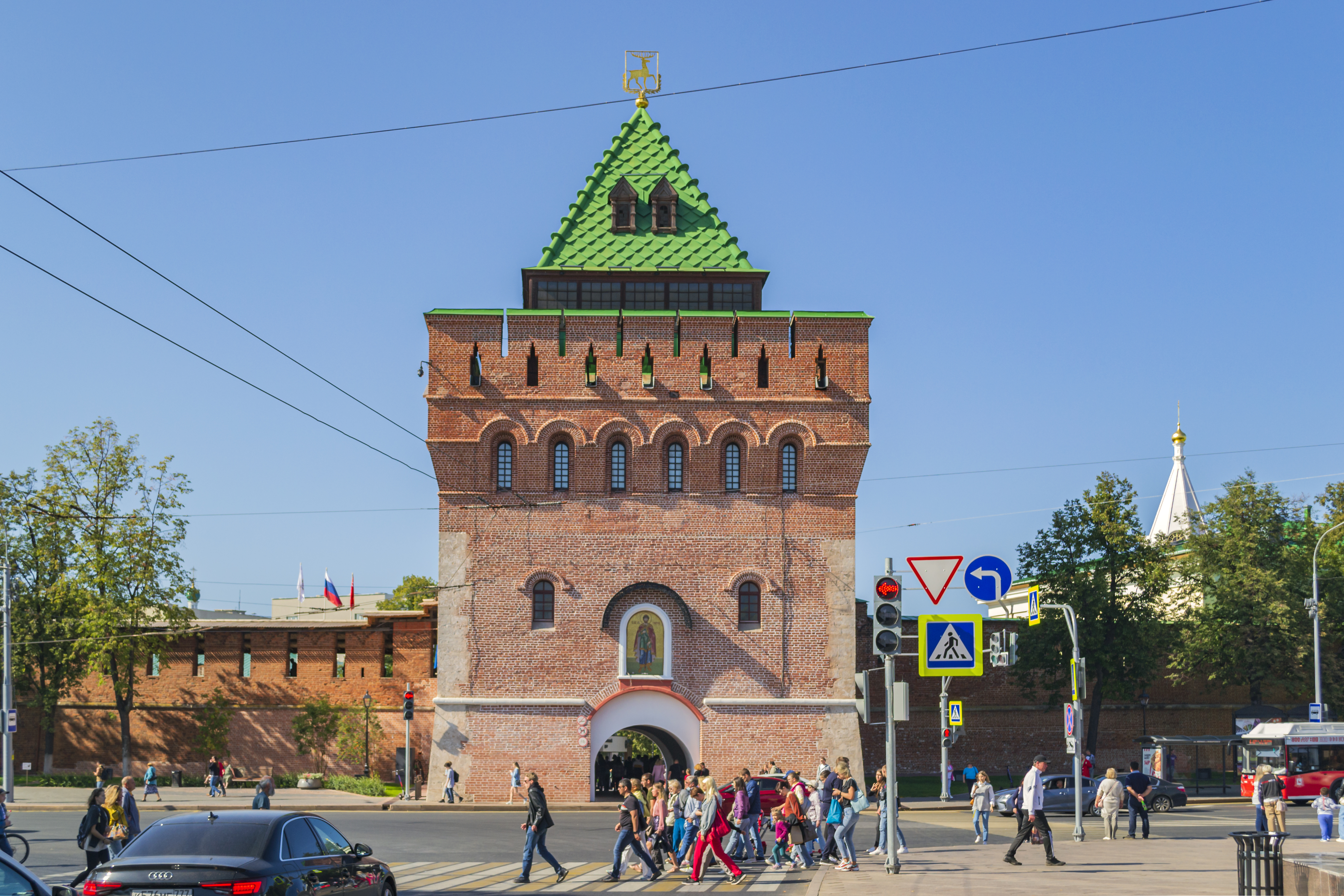
Dmitrijevská věž Kremlu
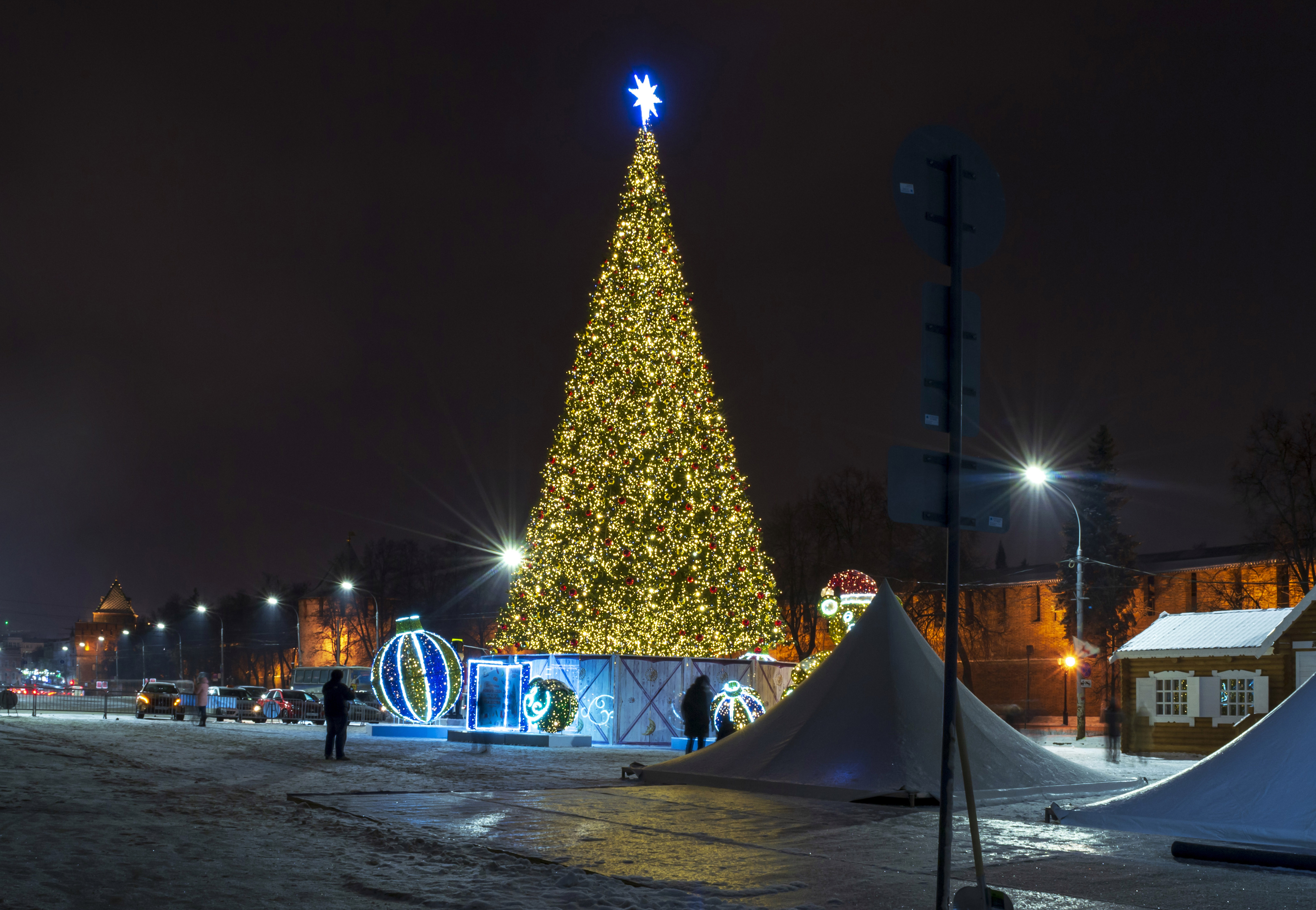
Vánoční stromek na náměstí
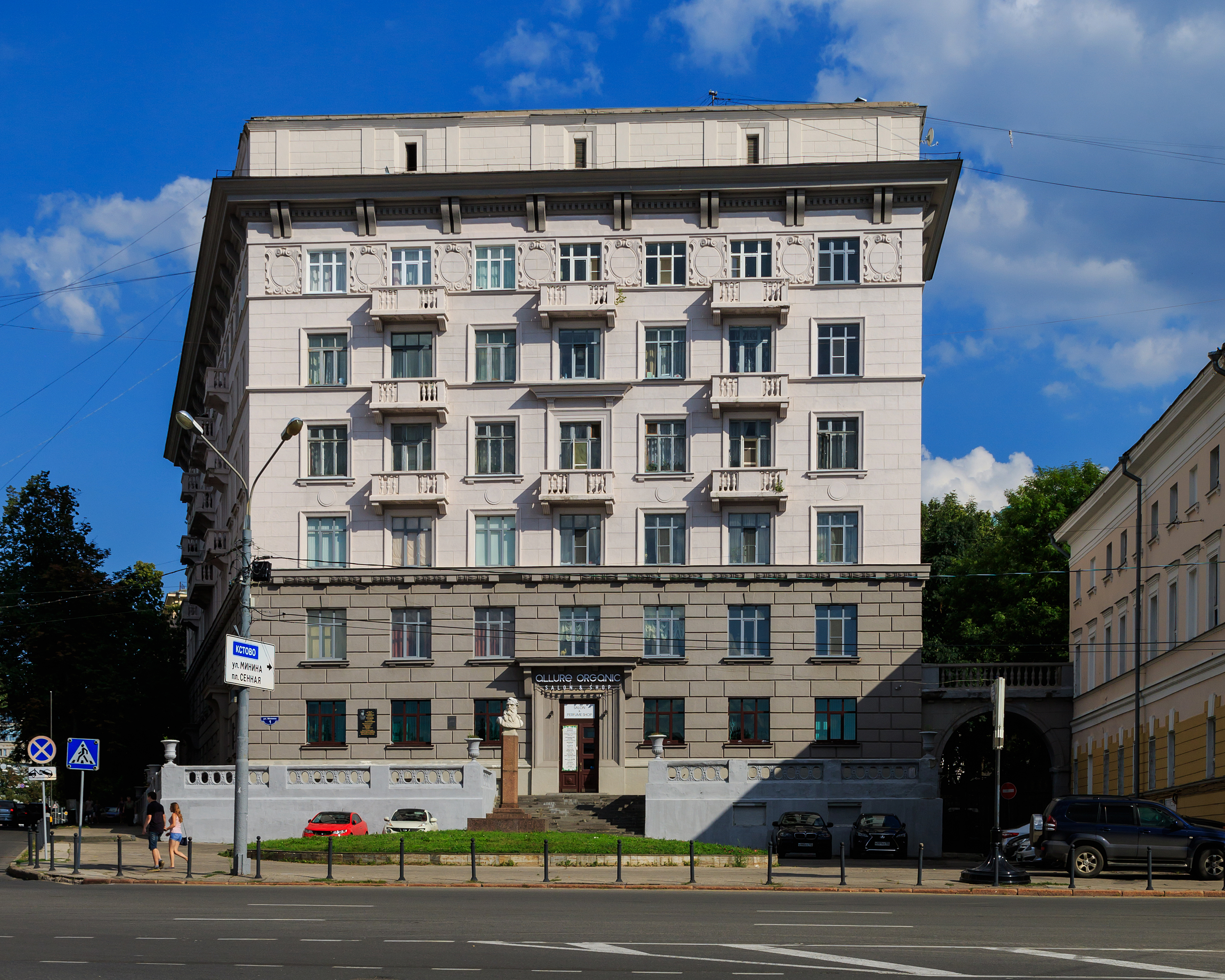
"První" dům

## Hlavní památky
Kolem náměstí jsou následující budovy a stavby (proti směru hodinových ručiček): Kreml, palác práce, výstavní síň, nákupní komplex "Alexejevský rjad", první budova Mininské univerzity, budova Lobachevské univerzity a Sborová sbor, gymnázium č. 1, druhá budova Mininské univerzity, budovu na ulici Minin, první budova Lékařské akademie.

### Památník Minina

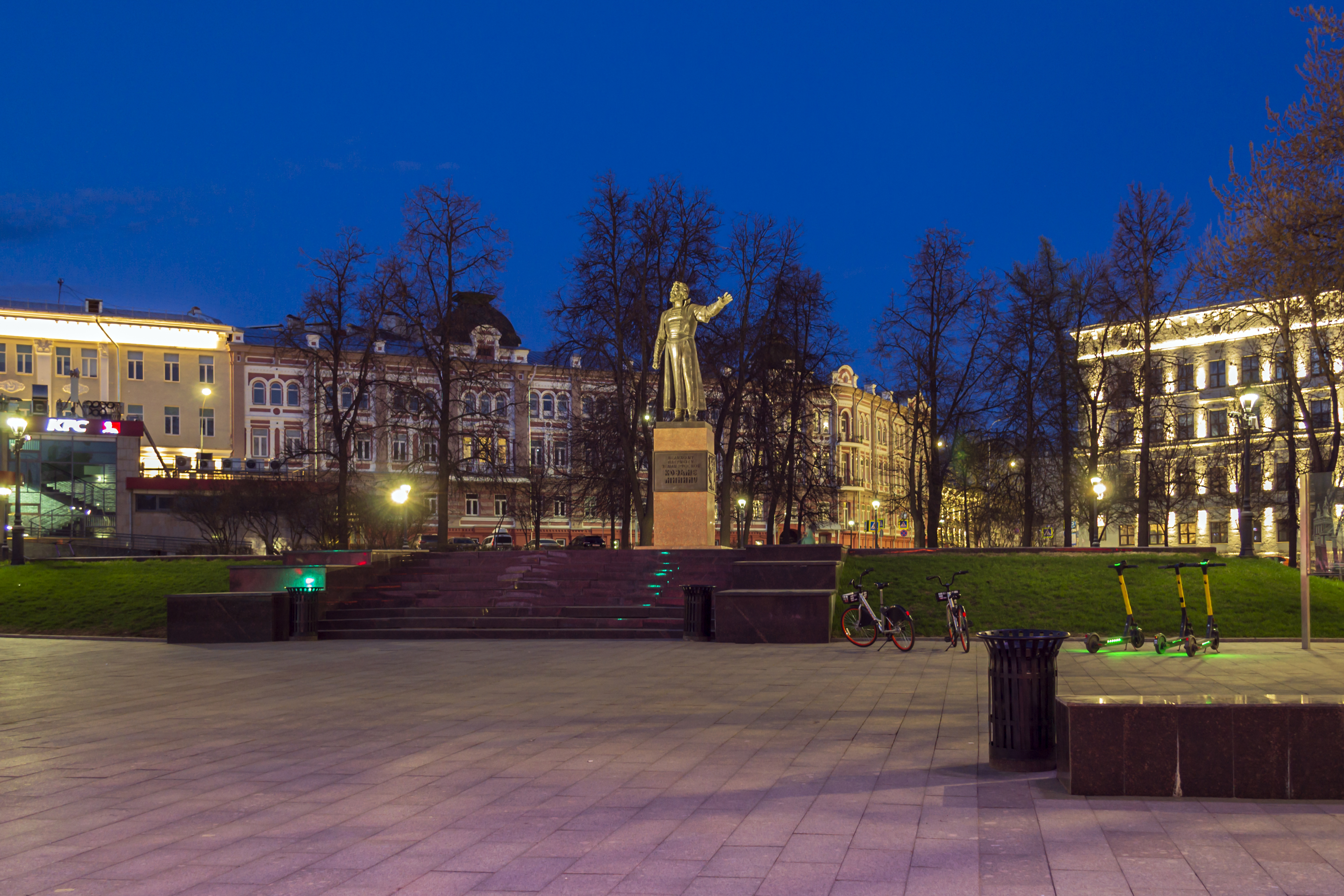
Současný památník Minina

Nachází se v centru náměstí před Dmitrovskaja Věž.

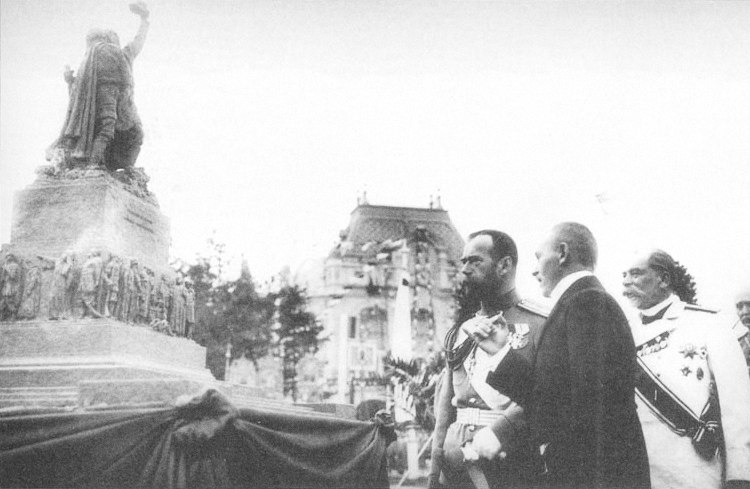
Mikuláš II. na prezentaci kterým pomníku Minina a Požarského na Náměstí Zvěstování.

Myšlenka postavit pomník památku Kuzma Minina a prince Pozhářského na náměstí Zvěstování byl blízko k realizaci na počátku 20. století. V roce 1912 získala soutěž náčrt památníku sochaře Vladimíra Simonova, který získal právo na vytvoření sochy. 17. května 1913 za přítomnosti císaře Mikuláš II., který navštívil město v souvislosti s oslavou románského Tercentenary, začala výstavba památníku. Ale První světová válka zabránila instalaci památníku a v roce 1918 se bolševiky rozhodli zničit památník, který byl postaven. Žulový podstavec byl použit k jiným účelům, osud bronzové plastiky není znám.
Během Druhé světové války se vedení města rozhodlo vzpomenout si na předsovětskou historii, aby zvedla vlastenecký duch lidí. V Gorky byl vyhlášen soutěž náčrtu pomníku Minina. Na soutěž se zúčastnilo mnoho sochařů, ale sochař Alexandr Kolobov, který měl vlastní dílnu, začal pracovat na památníku před ostatními, zatímco ostatní umělci ještě kreslili náčrtky. Jako výsledek, památka Minin byl dělán během několika měsíců. Bylo slavnostně otevřeno 7. listopadu 1943 a náměstí bylo přejmenováno na počest Minina a Požarského.
Postava Minina byla vyrobena z krátkodobého materiálu - betonu. Byl namalován v bronzové barvě. V létě roku 1985 byla demontována památka vyžadující opravu nebo výměnu a poslána do Balachny, domoviny hrdiny. Na 1. června 1989 byla postavena nová památka sochaře Olega Komova. Stará památka, tentýž rok, byla instalována na sovětském náměstí v Balachna.

### Památník Čkalova

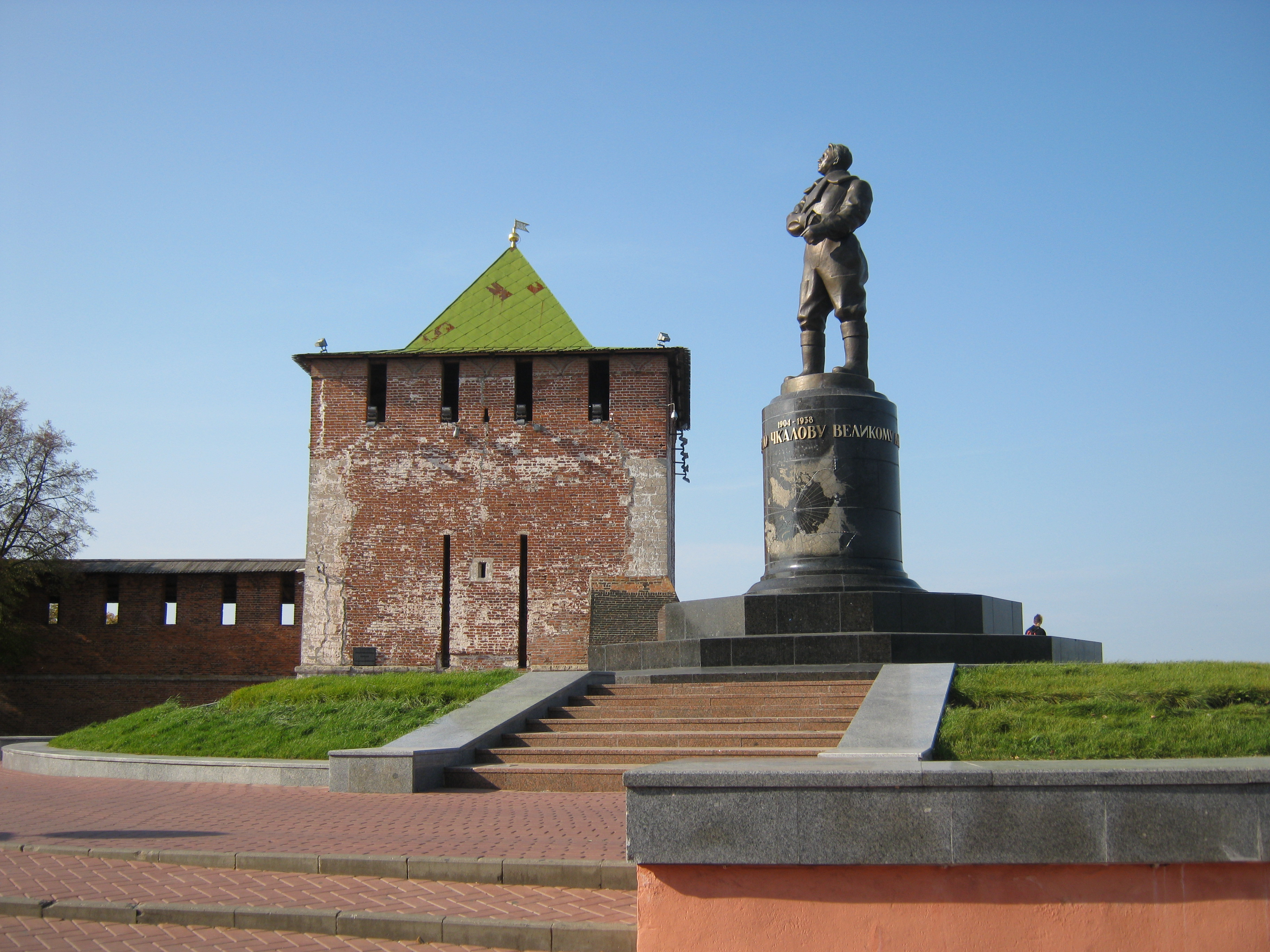
Na Památník Čkalova a Georgievská věž Kremlu

Nachází se napravo od Georgievské věže Kremlu.
Památník legendárního testovacího pilota byl otevřen 15. prosince 1940, při druhém výročí jeho smrti. Autor sochařství byl přítel Chkalova - Isaaka Mendeleviho. Za tuto práci získal Stalinovu cenu.
Na povrchu podstavce jsou kresleny obrysy mapy severní polokoule, které ukazují trasy Čhkalova-Baídukova-Beljakova velení na Dálný východ, přes severní pól k Americe. Samotný podstavec je lemován labradoritem.
Na podstavci jsou vymalovány roky pilotního života a nápis "Do Valerij Čkalova k velkému pilotovi našeho času". Pod těmito slovy, nad mapou letů, jsou otvory z upevňovacích prvků - byl zaznamenán nápis "ke stalinskému falconu", který byl odstraněn během boje proti stalinovu osobnímu kultu.

### Dům městské rady

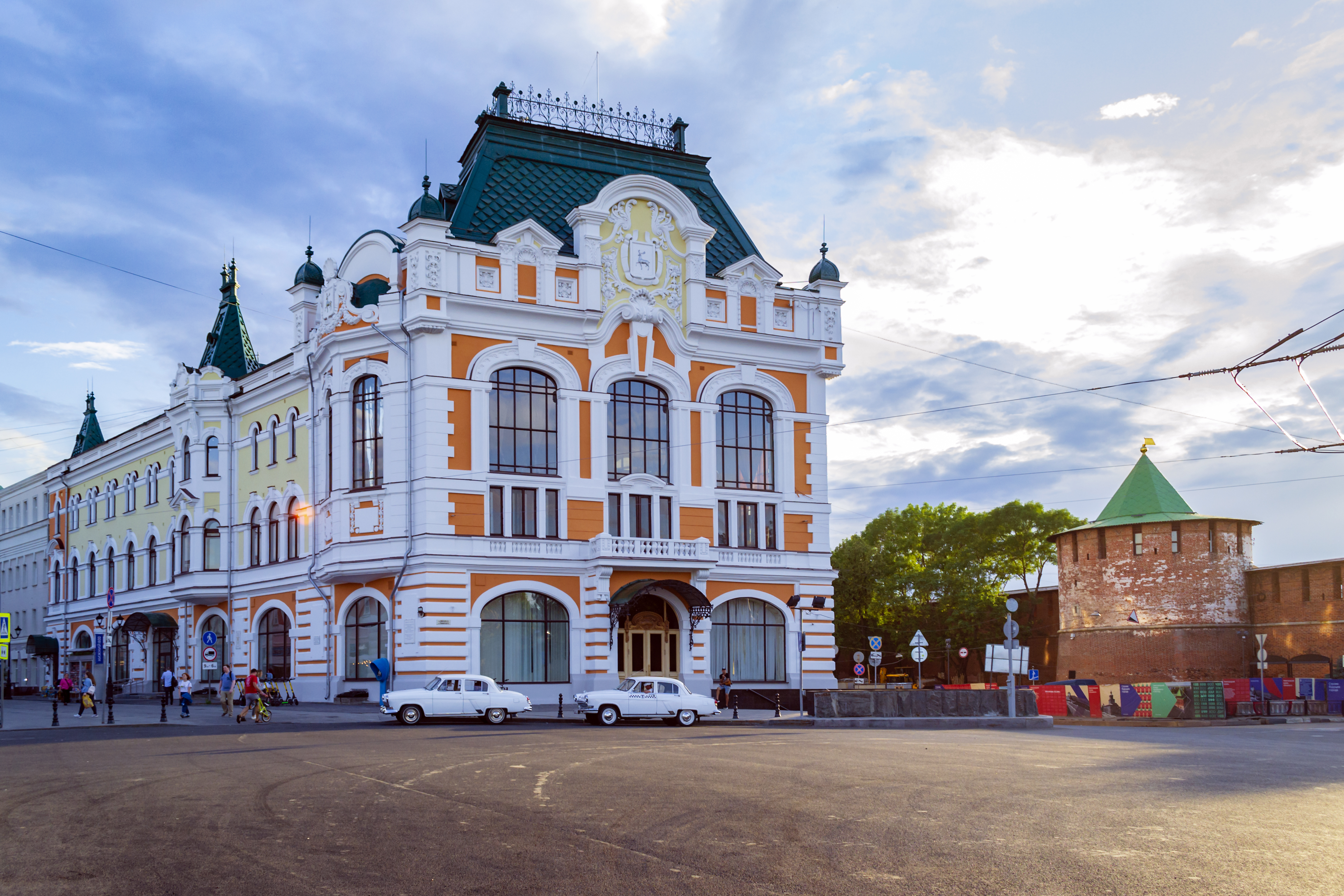
Dům městské rady

Nachází se na samém počátku ulice Bolšaja Pokrovskaja. Advokátní komory a krajský soud se nachází v budově. Dříve zde byl dům obchodníka Bugrova. Pak byla přestavěna. Po tom, budova ubytovala město duma až do Ruské revoluce.

### Výstavní Komplex

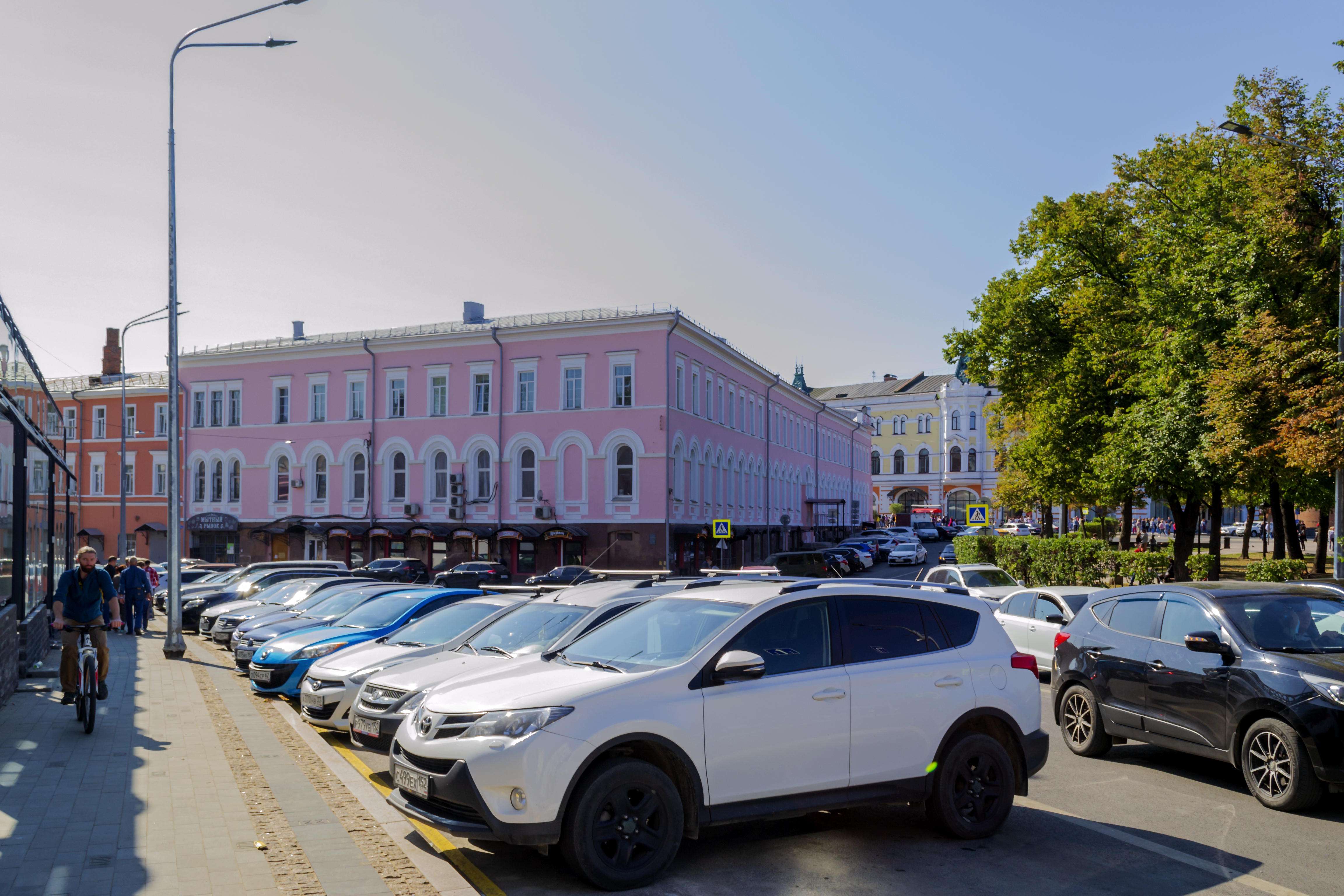
Výstavní Komplex

Nachází se mezi ulicemi Bolšaja Pokrovskaja a Alexejevskaja.
Ve dnech ruského impéria byly zde stavěny nové stavební veřejné obchody místo zbořených dřevěných stánků umístěných podél Kremelské zdi. Fasády budovy navrhl Ivan Efimov. V roce 1836 byl projekt schválen a budova byla postavena v roce 1841. Pak, za tři roky, budova byla v opravě.
Po výstavbě nové budovy Městské dumy (palác práce) v roce 1904 se Městská knihovna přestěhovala do sídla Městské rady. V letech 1904-1905 byl hlavní vchod vybudován v podobě podkroví s podkrovím, dvěma pilastry a malými bronzovými bustami Tolstého, Puškina a Dostoevského v kulatých výklencích nahoře.
V roce 1974 byl v prvním patře vybaven výstavní halou.

### Fontána

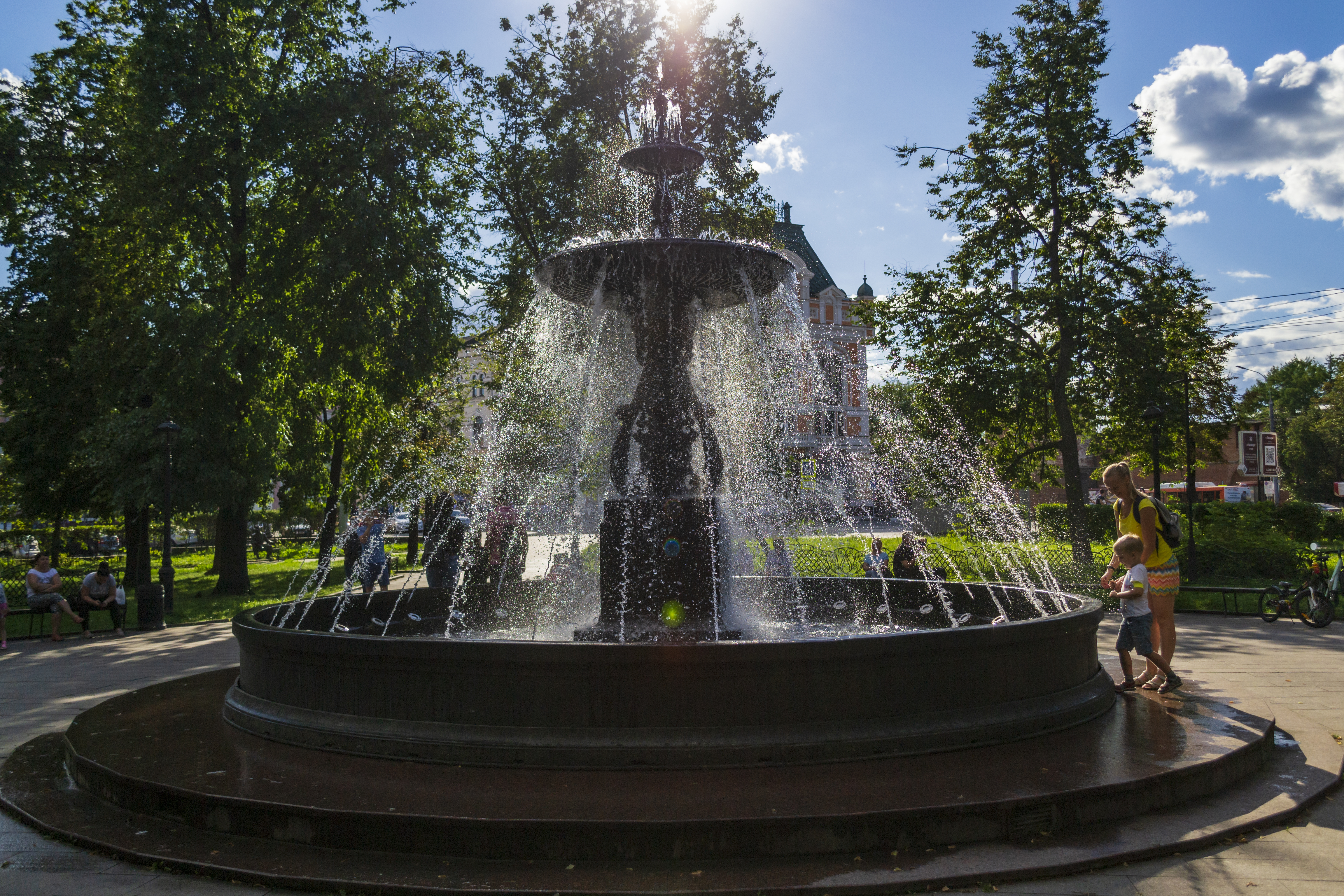
První městské kašny

Fontána začala fungovat 1. října 1847.
Nedostatek vody byl vždy problémem občanů Horního Posadu. V zimě odnesli vodu z rybníků (Šárka, Černý rybník, Mironositský, Pokrovský) a řeky (Pochaina, Černá řeka, Kovalicha). V létě se nádrže staly plytké, zašpiněné a znečištěné odtoky žumpy a odpadků.
Všechny pokusy o organizaci centralizovaného zásobování vodou selhaly, dokud v roce 1844 tento úkol nesplnil generální guvernér princ Michail Urusov. Projekt byl vyvinut hydraulickým inženýrem Andrejem Delvigem. V závodě Shepelevs byla vyrobena unikátní zařízení pro Rusko. Pokládka vodárny a fontány proběhla 1. července 1846.
Fontána byla umístěna na sever od katedrály zvěstování. V roce 1930, po demolici chrámů, byla fontána přesunuta na nové místo. Soudě podle fotografií konce 19. - začátku 20. století, kašna měnila své místo dříve.

Fontána byla dvakrát obnovena. V devadesátých letech byla vybudována podzemní část a čerpací stanice splňující moderní požadavky. V roce 2007 je fontána vybavena světlem, pracuje od 8:00 do 1:00.

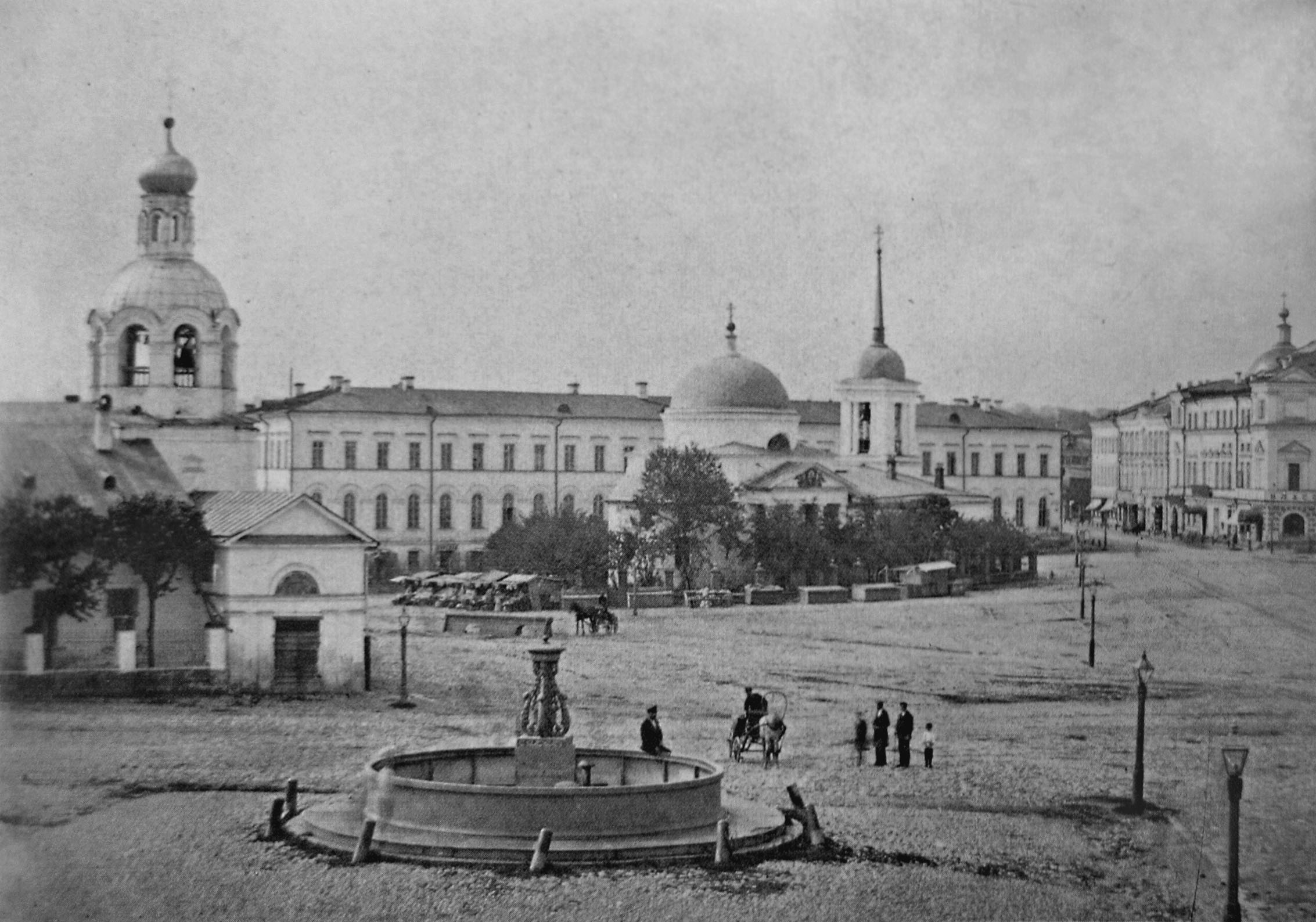
První fontána na náměstí Zvěstování
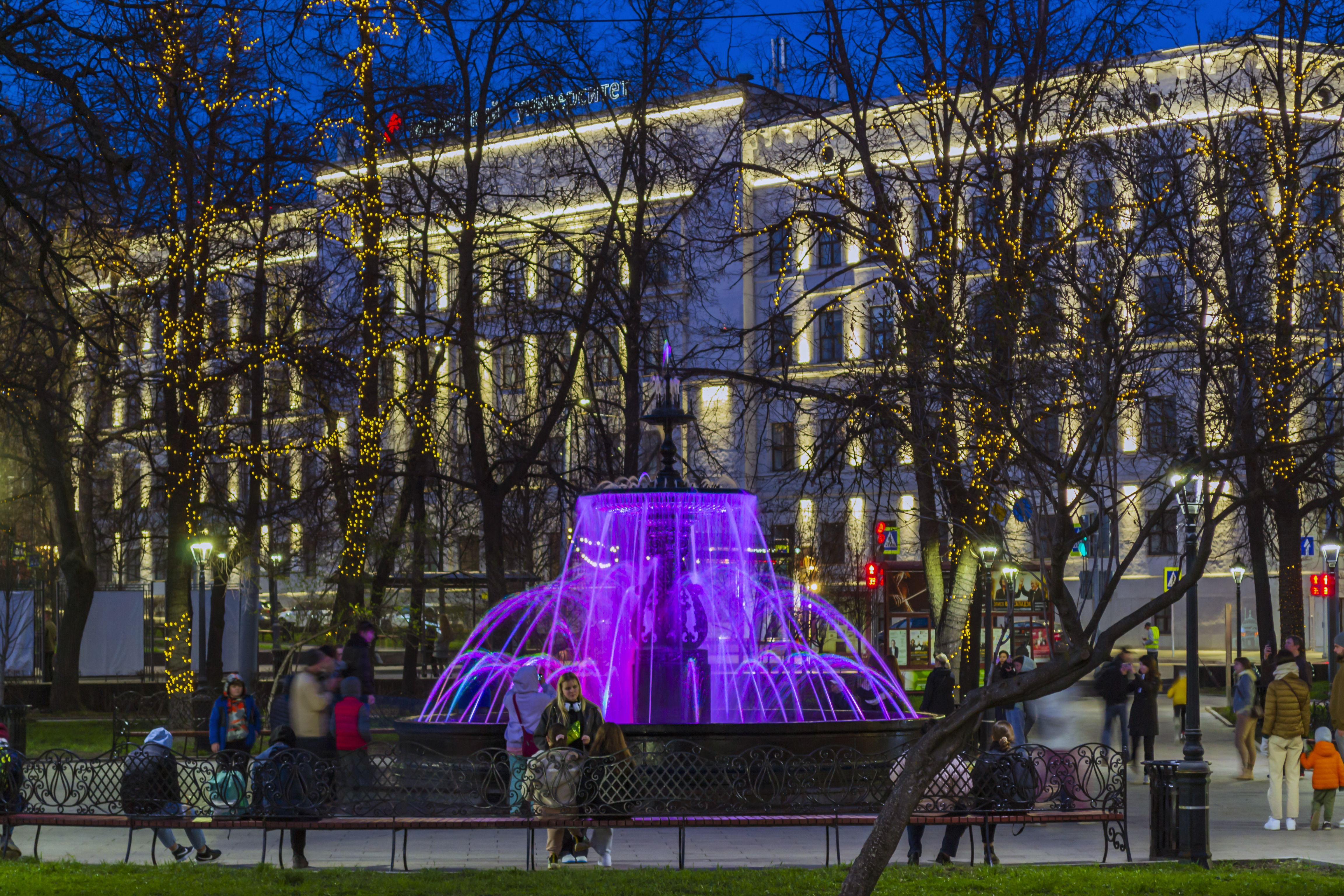
Fontána v noci
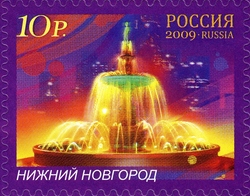
Fontána na razítko Rusko 2009